# Chionaema bianca
Chionaema bianca là một loài bướm đêm thuộc phân họ Arctiinae, họ Erebidae.